# Tomasz Jacyków
Tomasz Jacyków (ur. 17 czerwca 1968 w Kołobrzegu) – polski stylista, krytyk mody.

## Życiorys
Ma dwoje starszego przyrodniego rodzeństwa z poprzedniego związku ojca. W wieku 14 lat wyprowadził się z Kołobrzegu do Warszawy. Tam, pracując jako sprzedawca w sklepie „Bogusz Center”, poznał fotografa Marka Czudowskiego, który zaproponował mu współpracę jako stylista. Jednymi z pierwszych jego prac było przygotowanie stylizacji do sesji okładkowej z Alicją Resich-Modlińską do polskiej edycji Playboya oraz sesja z Dorotą Chotecką i jej mężem Radosławem Pazurą.
Był stylistą kilku programów telewizyjnych: Miasto kobiet i Musisz to mieć w TVN Style, Dzień dobry TVN i Co za tydzień w TVN, Modna moda w TV4 czy Kawa czy herbata? TVP1. W latach 2007–2008 był felietonistą tygodnika „Wprost”. W 2008 był jednym z jurorów w trzeciej edycji programu rozrywkowego TVP1 Gwiazdy tańczą na lodzie, a w latach 2011–2012 jurorował w drugiej i trzeciej edycji programu Viva Polska Hot or Not. W 2013 wydał książkę pt. O elegancji i obciachu Polek i Polaków. W 2014 nawiązał współpracę z telewizją Polsat Café, dla której zrealizował programy: Gwiazdy na dywaniku, Jacyków w twojej szafie i Shopping Queen.

## Życie prywatne
W wywiadach prasowych deklaruje się jako gej. Żyje w stałym związku ze swoim partnerem. 

## Programy telewizyjne
- 2007: Kuba Wojewódzki – występ gościnny z przeglądem prasy
- 2008: Gwiazdy tańczą na lodzie w TVP2 – juror w trzeciej edycji[11].
- 2008: Uwaga! – Kulisy sławy w TVN – odc. pt. „Nie mam wstydu – czyli 100% Tomasza Jacykówa”[12]
- 2008: Kuba Wojewódzki – występ gościnny
- 2009: teledysk do piosenki grupy Video pt. Weź nie pi*rdol! (oraz jej ocenzurowanej wersji pt. Będzie piekło!) – występ gościnny
- 2009: W roli głównej w TVN Style – występ gościnny
- 2010: ..alleZIMA! w TVN – występ gościnny
- 2010: Kuba Wojewódzki – występ gościnny
- 2010: Projekt plaża w TVN – występ gościnny
- 2010–2011: Hot or Not w Viva Polska – juror drugiej i trzeciej edycji programu
- 2012: Rozmowy w toku – występ gościnny
- 2017: Skandaliści – występ główny

## Filmografia
- 2008: Synowie – obsada aktorska (odc. 7 Dwie dziewczyny, występuje w roli samego siebie),
- 2008: Barwy szczęścia – obsada aktorska (odc. 119. jako stylista).
- 2009: Złoty środek – obsada aktorska (występuje w roli samego siebie), kostiumy[13]

## Reklama
- 2009: Wprost Light – występ w kampanii reklamowej pod hasłem „A jakie jest Twoje drugie oblicze?” z Robertem Leszczyńskim oraz Krzysztofem Skibą[14].

## Sesje fotograficzne
- 2009: Viva! (nr 18)
- 2009: Wprost Light